# Gospel Music Hall of Fame
De Gospel Music Hall of Fame is een erelijst van artiesten die zich verdienstelijk hebben gemaakt in de gospelmuziek. De lijst werd in 1971 in het leven geroepen door de  Gospel Music Association in Nashville, Tennessee.
De Gospel Music Hall of Fame bevat naast beroepsartiesten in de gospelmuziek ook artiesten uit andere genres die af en toe een gospellied op hebben genomen, zoals Dolly Parton (country) en Elvis Presley (rock-'n-roll). Ook kent de lijst een aantal postume toekenningen van artiesten die in sommige gevallen meer dan honderd jaar geleden actief waren.

## Gospel Music Hall of Fame
| Jaar van opname | artiest                                         |
| --------------- | ----------------------------------------------- |
| 1971            | G.T. Speer (Dad, Speer Family)                  |
| 1971            | James Parks Waits (Pappy, Big Jim)              |
| 1972            | Albert Brumley                                  |
| 1972            | James Vaughan                                   |
| 1972            | Lena Brock Speer (Mom, Speer Family)            |
| 1973            | Homer Rodeheaver                                |
| 1973            | Adger Pace                                      |
| 1973            | Denver Crumpler                                 |
| 1973            | Eugene Monroe Bartlett                          |
| 1973            | Frank Stamps                                    |
| 1973            | J.R. Baxter                                     |
| 1973            | John Daniel                                     |
| 1973            | Lee Roy Abernathy                               |
| 1973            | R.E. Winsett                                    |
| 1973            | Virgil Oliver Stamps                            |
| 1973            | W.B. Walbert                                    |
| 1974            | James Blackwood                                 |
| 1974            | Glenn Kieffer Vaughan                           |
| 1975            | Brock Speer                                     |
| 1975            | Fanny Crosby                                    |
| 1976            | George Bennard                                  |
| 1976            | Mosie Lister                                    |
| 1977            | Eva Mae LeFevre                                 |
| 1977            | James Wetherington (Big Chief)                  |
| 1978            | George Beverly Shea                             |
| 1978            | Mahalia Jackson                                 |
| 1980            | Connor Hall                                     |
| 1980            | Ira Sankey                                      |
| 1981            | Clarice Baxter                                  |
| 1981            | Ira Stanphill                                   |
| 1981            | John Benson jr.                                 |
| 1982            | Haldor Lillenas                                 |
| 1982            | John Newton                                     |
| 1982            | Thomas Andrew Dorsey                            |
| 1982            | Baylus Benjamin McKinney                        |
| 1982            | Charles Gabriel                                 |
| 1982            | Lowell Mason                                    |
| 1982            | John Benson sr.                                 |
| 1983            | Bill Gaither                                    |
| 1983            | Marvin Norcross                                 |
| 1984            | Ethel Waters                                    |
| 1984            | John Daniel Sumner                              |
| 1984            | Clara Ward                                      |
| 1984            | Cleavant Derricks                               |
| 1984            | David Parker Carter (Dad)                       |
| 1984            | Hovie Lister                                    |
| 1984            | James Cleveland                                 |
| 1984            | John Wallace Fowler (Wally)                     |
| 1984            | Lloyd Orrell                                    |
| 1984            | Pat Zondervan                                   |
| 1984            | Paul Heinecke                                   |
| 1984            | W.B. Nowlin                                     |
| 1985            | Ralph Carmichael                                |
| 1985            | Tim Spencer                                     |
| 1986            | John Peterson                                   |
| 1986            | Urias LeFevre                                   |
| 1987            | Jake Hess                                       |
| 1988            | Cliff Barrows                                   |
| 1989            | Les Beasley                                     |
| 1989            | P.P. Bliss                                      |
| 1990            | J.G. Whitfield                                  |
| 1991            | Bentley Ackley                                  |
| 1991            | Charles Alexander                               |
| 1991            | Charles Weigle                                  |
| 1991            | Robert Benson (Bob)                             |
| 1991            | Sallie Martin                                   |
| 1991            | William Morgan Ramsey (Will)                    |
| 1992            | James Coats                                     |
| 1992            | Dottie Rambo                                    |
| 1992            | John Alexander McClung                          |
| 1992            | Oliver Cooper                                   |
| 1992            | Oren Parris                                     |
| 1992            | Samuel Beazley                                  |
| 1993            | Charles Davis Tillman                           |
| 1993            | Asa Brooks Everett                              |
| 1993            | Charles Tindley                                 |
| 1993            | James Edward Marsh                              |
| 1993            | James Rowe                                      |
| 1993            | Jarrell McCracken                               |
| 1993            | Willis Myers (Jim)                              |
| 1993            | Charles Goodman (Rusty)                         |
| 1994            | Stuart Hamblen                                  |
| 1994            | Tennessee Ernie Ford                            |
| 1994            | Jimmie Davis                                    |
| 1994            | Stuart Hine                                     |
| 1995            | Ben Lacy Speer                                  |
| 1995            | Charles Wesley                                  |
| 1995            | Donald Butler                                   |
| 1995            | Glen Payne                                      |
| 1996            | Alphus LeFevre                                  |
| 1996            | Herman Harper                                   |
| 1997            | Billy Ray Hearn                                 |
| 1997            | Gloria Gaither                                  |
| 1998            | Andrae Crouch                                   |
| 1998            | The Blackwood Brothers                          |
| 1998            | The Imperials                                   |
| 1998            | The Jordanaires                                 |
| 1998            | The Singing LeFevres                            |
| 1998            | Chuck Wagon Gang                                |
| 1998            | Disciples                                       |
| 1998            | Happy Goodman Family                            |
| 1998            | Jacob Bazzell Mull                              |
| 1998            | Speer Family                                    |
| 1998            | Stamps Quartet                                  |
| 1998            | Statesmen Quartet                               |
| 1999            | Bill Gaither Trio                               |
| 1999            | Cathedral Quartet                               |
| 1999            | Mighty Clouds of Joy                            |
| 1999            | Second Chapter of Acts                          |
| 1999            | The Fairfield Four                              |
| 1999            | Billy Graham                                    |
| 1999            | Florida Boys                                    |
| 1999            | George Younce                                   |
| 2000            | Fisk Jubilee Singers                            |
| 2000            | Petra                                           |
| 2000            | Shirley Caesar                                  |
| 2000            | The Kingsmen Quartet                            |
| 2000            | Roger Breland & TRUTH                           |
| 2000            | Edwin Hawkins                                   |
| 2000            | Bob MacKenzie                                   |
| 2001            | Albertina Walker                                |
| 2001            | Doris Akers                                     |
| 2001            | Elvis Presley                                   |
| 2001            | Keith Green                                     |
| 2001            | Kurt Kaiser                                     |
| 2001            | Larry Norman                                    |
| 2001            | The Rambos                                      |
| 2001            | Wendy Bagwell and the Sunliters                 |
| 2002            | The Blind Boys of Alabama                       |
| 2003            | Amy Grant                                       |
| 2003            | Pat Boone                                       |
| 2004            | Al Green                                        |
| 2004            | Sandi Patty                                     |
| 2004            | Vestal Goodman                                  |
| 2004            | Frances Preston                                 |
| 2005            | Evie Tornquist                                  |
| 2005            | Don Light                                       |
| 2005            | Lewis Family                                    |
| 2005            | Lou Wills Hildreth                              |
| 2005            | Mylon Le Fevre                                  |
| 2005            | Ron Huff                                        |
| 2005            | Walter Hawkins                                  |
| 2006            | Doug Oldham                                     |
| 2006            | Hinsons                                         |
| 2006            | John Benson III (muziekuitgever)John Benson III |
| 2006            | Richard Smallwood                               |
| 2007            | Larnelle Harris                                 |
| 2007            | Phil Keaggy                                     |
| 2007            | The Statler Brothers                            |
| 2007            | The Winans                                      |
| 2007            | Joe Moscheo                                     |
| 2008            | Bobby Jones                                     |
| 2008            | Dixie Hummingbirds                              |
| 2008            | Lari Gross                                      |
| 2009            | Dolly Parton                                    |
| 2009            | Michael W. Smith                                |
| 2010            | DeGarmo & Key                                   |
| 2010            | Johnny Cash                                     |
| 2010            | Bill Allen (Hoss)                               |
| 2010            | Golden Gate Quartet                             |
| 2012            | Aretha Franklin                                 |
| 2012            | Ricky Skaggs                                    |
| 2012            | The Hoppers                                     |
| 2012            | Dallas Holm                                     |
| 2012            | Love Song                                       |
| 2012            | Rex Humbard                                     |
| 2013            | Brown Bannister                                 |
| 2013            | Take 6                                          |
| 2013            | Gaither Vocal Band                              |
| 2013            | Rich Mullins                                    |